# Ragazze americane
Ragazze americane (Our Modern Maidens) è un film muto statunitense del 1929 diretto da Jack Conway. Interpretato da Joan Crawford nel suo ultimo ruolo in un film muto, è interpretato anche da Rod La Rocque, Douglas Fairbanks Jr. e Anita Page. Girato muto e senza dialoghi (le didascalie sono firmate da Marian Ainslee e Ruth Cummings), il film venne sonorizzato con una colonna sonora con musiche sincronizzata ed effetti sonori.